# Josep Alamà Gil
Josep Alamà Gil   (Llíria, 1952) és un músic i compositor valencià.

## Biografia
Comença els seus estudis musical a l'Ateneu Musical i d'Ensenyament Banda Primitiva de Llíria amb Josep Maria Malato, continuant al Conservatori Superior de Música de València amb el professor Lucas Conejero titulant-se com a professor de clarinet. Ha sigut alumne també de José Talens (clarinet), José María Cervera (harmonia), Mario Monreal (piano) i Francesc Tamarit (fuga i contrapunt), etc.
Ha estat director de diverses bandes i escoles de música de societats com la Renaixement Musical de Vinalesa, Centre Artístic Musical de Bétera, l'Artística de Carlet, l'Artística Manisense de Manises o la Banda Primitiva de Llíria.
El camp on Alamà Gil ha destacat és el de la composició de peces musicals per a banda, música de cambra, transcripcions musicals per a banda, coral i altres grups instrumentals. Destacar que és compositor de la sintonia de l'emissora valenciana Ràdio Nou o el seu treball compositiu per a dolçaina "Vent de Llevant". Algunes de les seues composicions han estat peces obligades en diversos certàmens de bandes de prestigi com el Certamen Internacional de Bandes de Música Ciutat de València o el de la Comunitat Valenciana.
A més de compositor, també és professor i músic titular de la Banda Municipal de València, com a clarinetista.

## Composicions

### Per a banda simfònica[1]
- 1995 - Himne a la Falla Avda. Burjassot - Joaquim Ballester-Reus. Per a banda i coral.
- 1996 - Al·legoria a la Dansa dels Oficis.
- 1997 - María Dolores Bolín. Pas-doble
- 1997 - Aspectes. Obra simfònica en dos moviments: I. Antiga dansa de pals i planxes II. La Rolmería (Obra obligada en el Certamen Internacional de Bandes Ciudad de Valencia en l'edició de 1998).
- 1998 - 1238, Música para una Celebración. Obra d'encàrrec per al 750 aniversari de l'entrada del rei Jaume I a la ciutat de Bétera.
- 1998 - Cerimonial per a una Regina.
- 1999 - Radiovariacions. Variacions simfòniques sobre un jingle de Ràdio Nou.
- 2000 - Al Pare Antoni. Marxa de processó.
- 2001 - Tota Pulchra. Marxa de processó.
- 2003 - Lauro. Obra d'encàrrec per a la celebració del 750 aniversari de la Carta pobla de Llíria.
- 2004 - Nexos. Premi Vila de Madrid 2004.
- 2004 - Dionisio Chanzá. Pas-doble.
- 2007 - Nova València. Obra obligada en el Certamen Internacional de Bandes Ciudad de Valencia en l'edició de 2008.
- 2009 - Moments. Obra per al Certamen de Bandes de la Comunitat Valenciana del 2009.
- ? - Caravan de Reis. Nadala per a banda i coral.
- ? - Villanzico vaquero. Nadala per a banda i coral.
- 2006 - Gema Marqués Sánchez. Pas-doble.
- ? - Influjos.
- ? - César Lumbreras. Pas-doble.
- ? - Mar y Angel. Pas-doble.
- ? - Himne a la Falla Ruben Dario - Fra Lluis Colomer. Per a banda i coral.
- ? - Rossegades. Pas-doble.
- 2022 - Simfonia Memorial. 1819-2019. Obra lliure de l'Ateneu Musical i d'Ensenyament Banda Primitiva de Llíria al Certamen Internacional de Bandes Ciutat de Valencia en l'edició de 2022, guanyadora del primer premi de secció d'honor, premi a millor director, premi a millor banda de la Comunitat Valenciana i premi a la millor interpretació d'una obra lliure composta per un compositor valencià.

### Per a orquestra[1]
- 2003 - Concierto per a clarinet, quintet de percussió i orquestra/per a clarinet i piano.
- 2004 - Al-Baid per a violoncel i orquestra/per a violoncel i piano.
- ? - Moviments de dansa. Per a orquestra de corda.

### Per a grupets[1]
- 2000 - Díptic Edetà. Per a quintet de vents.
- 2001 - Divertisept. Per a septet de clarinets.
- 2002 - Pentaquintet. Per a quintet de metalls.
- 2002 - Orogràfiques. Per a quintet de percussió.
- 2004 - Bicromia. Per a quintet de trompes i percussió.
- 2004 - Ad Oblecto. Per a quintet de trompetes.
- 2004 - Three Spanish Dances. Per a sextet de trompes.
- 2004 - Triscene. Per a clarinet i quartet de cordes.
- ? - Caricuarteto. Per a quartet de clarinets.
- ? - Sonatina Anafórica. Per a violoncel i piano.
- ? - Una Moza Soberana. Per a bariton, clarinet i piano.

### Per a dolçaina
- 2001 - Vent de Llevant. Per a dolçaina i quintet de jazz.

### Per a coral[1]
- 1995 - Himne a la Falla Avda. Burjassot - Joaquim Ballester-Reus. Per a banda i coral.
- ? - La Esperanza. Per a coral mixta.
- ? - Himne a la Falla Ruben Dario - Fra Lluis Colomer. Per a banda i coral.
- ? - Caravan de Reis. Nadala per a banda i coral.
- ? - Villanzico vaquero. Nadala per a banda i coral.